# Parque Vespucio Norte
El Parque Vespucio Norte es un parque de Santiago de Chile, ubicado en las comunas de Conchalí y Recoleta, entre la Autopista Vespucio Norte Express, la Avenida General Gambino, la Calle G y la línea recta imaginaria que proyecta hacia el sur la calle El Rosal de Huechuraba. Posee 31.000 metros cuadrados, perteneciendo los 18.000 occidentales a Conchalí y los restantes 13 000 al territorio recoletano. Se encuentra dividido en dos sectores por Avenida El Guanaco, que es límite de las mencionadas comunas.

## Fuente
- Plataforma Urbana – Santiago Verde